# Rinaldo d’Este (Kardinal, 1618)

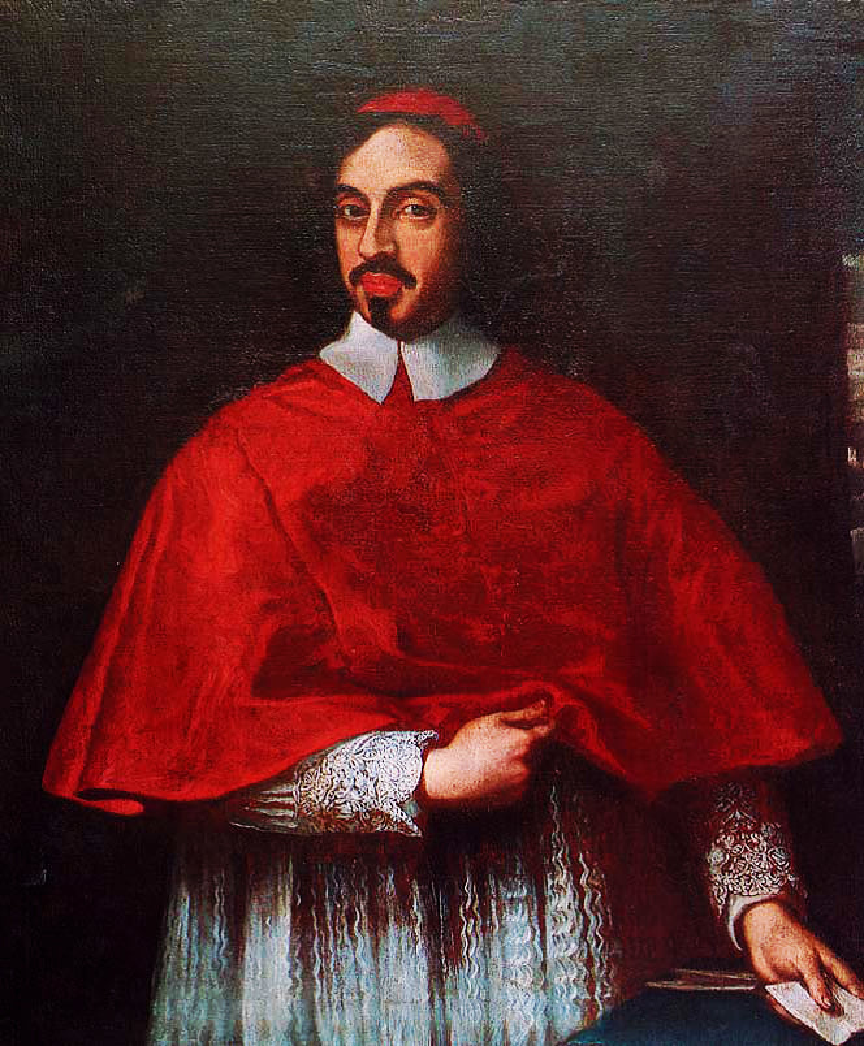
Rinaldo Kardinal d’Este (Porträt, 17. Jhd.)

Rinaldo d’Este (* 1618 in Modena, Herzogtum Modena und Reggio; † 30. September 1672 ebenda) war ein italienischer Kardinal.

## Leben

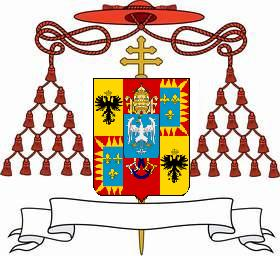
Kardinalswappen (Schematische Darstellung)

Rinaldo stammte aus dem Haus Este. Seine Eltern waren Alfonso III. d’Este, Herzog von Modena und Reggio, und Isabella von Savoyen. Er war das siebte von vierzehn Kindern.
Im Konsistorium vom 16. Dezember 1641 kreierte Papst Urban VIII. ihn zum Kardinal. Am 28. November 1644 ernannte der neugewählte Papst Innozenz X. ihn zum Kardinaldiakon von Santa Maria Nuova. Bereits am 12. Dezember 1644 wechselte er zur Titeldiakonie San Nicola in Carcere. Am 5. Dezember 1650 ernannte der Papst ihn zum Bischof von Reggio Emilia. Die Bischofsweihe spendete ihm am 19. November 1651 in Modena Roberto Fontana, Bischof von Moderna; Mitkonsekratoren waren Maffeo Vitale OFM, Bischof von Mantua, und Filippo Casoni, Bischof von Borgo San Donnino. Von 1653 bis 1655 war er zudem Bischof von Montpellier. Am 23. April 1660 trat er als Bischof zurück und wurde 1661 zum Abt in commendam der französischen Abtei Cluny ernannt. Im Oktober 1666 wurde er Kardinalprotodiakon. Papst Clemens IX. ernannte ihn am 12. März 1668 zum Kardinalpriester von Santa Pudenziana. Nach der Erhebung von Virginio Orsini zum Kardinalbischof von Albano wurde er am 18. März 1671 sein Nachfolger als Kardinalprotopriester und Kardinalpriester von San Lorenzo in Lucina. Am 24. August 1671 erfolgte die Erhebung zum Kardinalbischof von Palestrina.
Er nahm an den Konklaven 1644, 1655, 1667 und 1669–1670 teil.
Neben seinen kirchlichen Aufgaben verwaltete er in der Abwesenheit seines Bruders Francesco I. d’Este das Herzogtum Modena und Reggio.